# Chūzan Seifu
Le Chuzan Seifu (中山世譜, lit. « généalogies des générations de Chūzan ») est un livre d’histoire du Royaume de Ryūkyū. Il en existe deux versions, le livre de Sai Taku (蔡鐸本) compilé par Sai Taku Shitahaku Uēkata Tenshō (蔡鐸 志多伯親方天将) en 1701 et le livre de Sai On (蔡溫本) compilé par son fils Sai On Gushichan Uēkata Bunjaku (蔡温 具志頭親方文若) en 1725. Les deux livres sont écrits intégralement en idéogrammes chinois:759,.

## Édition

### Livre de Sai Taku
La compilation du Chūzan Seifu est ordonnée par le roi Shō Tei en l’an 36 de l’ère Kangxi (1697) à son frère et sessei Shō Kōsai Chatan Wōji Chōai (尚弘才 北谷 王子 朝愛), qui délègue la tâche a un groupe d’érudits dirigés par Sai Taku Shitahaku Uēkata Tenshō. Le livre de Sai Taku est terminé en l’an 40 de l’ère Kangxi (1701),:16.

#### Sources
Le livre de Sai Taku est essentiellement une compilation des informations contenues dans le Chūzan Seikan et le Rekidai Hōan pour créer des annales des règnes des différents rois de Ryūkyū depuis la dynastie Tenson. Il est mis à jour régulièrement jusqu’au règne de Shō Eki (1710-1712),.

#### Éditeurs
Les personnes impliquées dans la rédaction du livre sont mentionnées dans la préface : 
Sessei
- Shō Kōsai Chatan Wōji Chōai

Sanshikan
- Shō Seishun Nakada Uēkata Chōjū (向世俊  仲田親方朝重?)
- Ba Teiki Kōchi Uēkata Ryōshō (馬廷噐  幸地親方良象?)
- Mō Tenshō Ikegusuku Uēkata An’i (毛天相 池城 親方 安倚?)

Superviseurs généraux
- Shō Kōtoku Kochinda Wōji Chōshun (尚弘德  東風平王子朝春?) (fils du roi Shō Shitsu)
- Shō Warei Ie Aji Chōka (向和禮  伊江按司朝嘉?) (qui épousera par la suite la cinquième fille du roi Shō Shitsu)
- Fū Shūdō Tasaki Uēkata Gensei (傅崇道  田嵜親方原清?)

Éditeur
- Sai Taku Shitahaku Uēkata Tenshō

### Livre de Sai On
En l’an 2 de l’ère Yongzheng (1724), le roi Shō Kei ordonne une révision du Chūzan Seifu à son frère et sessei Shō Tetsu Chatan Wōji Chōki (尚 徹 北谷 王子 朝騎), qui confie la tâche à un groupe d’érudits dirigés par  Sai On Gushichan Uēkata Bunjaku, fils de  Sai Taku Shitahaku Uēkata Tenshō, qui était allé plusieurs fois en Chine et y avait étudié de nombreux documents relatifs à l’histoire de Ryūkyū.
La deuxième édition du Chūzan Seifu, appelée par la suite le livre de Sai On est terminée en l’an 3 de l’ère Yongzheng (1725).

#### Sources
Le livre de Sai On ajoute au texte du livre de Sai Taku des informations trouvées à propos du Royaume de Ryūkyū dans les annales de l’empire chinois. Il se base notamment sur :
- l’Histoire de Chūzan (中山沿革志?), écrit par Wan Shu (汪楫?) en l’an 23 de l’ère Kangxi (1684) après sa visite du royaume en tant qu’ambassadeur chinois pendant le règne de Shō Tei,
- le Livre des Sui (隋書?) (publié en 636),
- l’Histoire des Song (宋史?) (publié en 1345 par Toqtogha (脫脱?))
- le Yuan Shi (元史?) (publié en 1370 par Song Lian (宋濂?)[6],[8].

#### Éditeurs
Les personnes impliquées dans la rédaction du livre sont mentionnées dans la préface : 
Sessei
- Shō Tetsu Chatan Wōji Chōki

Sanshikan
- Ba Kenzu Urasoe Uēkata Ryōi (馬獻圖  浦添親方良意?) (deviendra plus tard Nago  Uēkata)
- Shō Wasei Nishihira Uēkata Chōjo (向和聲/向和声 西平親方朝敘/ 朝叙?)
- Mō Shōshō Mabuni Uēkata Ansei (毛承詔 摩文仁 親方 安政?)

Superviseurs généraux
- Shō Sei Goeku Wōji Chōkei (尚盛 越來王子朝慶?), frère du roi Shō Eki
- Shō Bunmei Tamagawa Aji Chōyū (向文明  玉川按司朝雄?)
- Mō Kōhitsu Gushichan Uēkata Anryō (毛光弼  具志頭親方安亮?)

Éditeur
- Sai On Sueyoshi Uēkata Bunjaku (蔡溫  末吉親方文若?) (deviendra plus tard Gushichan Uēkata)

## Contenu

### Livre de Sai Taku
Le livre de Sai Taku est dédié à l’empereur Kangxi de la dynastie Qing. Il présente des annales des règnes des différents rois de Ryūkyū depuis la dynastie Tenson. Bien que le texte original s’arrête aux événements de 1701, le livre est mis à jour jusqu’à la mort du roi Shō Eki en 1712,,,:36. 
Il comporte sept volumes : cinq volumes principaux, un volume dédié aux relations avec le domaine de Satsuma et un volume d’annexes:759,,:17.
Le livre présente d’abord un « arbre généalogique des rois de Chūzan » qui comporte toutes les dynasties avant de détailler les dynasties une par une:18. 
Le volume 1 est une introduction générale qui inclut les mythes fondateurs de Ryūkyū et la dynastie Tenson, le volume 2 traite des rois depuis la dynastie Shunten jusqu’à la dynastie Satto, le volume 3 de la première dynastie Shō et les volumes 4 et 5 traitent des rois de la seconde dynastie Shō jusqu’à Shō Eki:759,:20. 
Les cinq volumes principaux contiennent deux cent trente-six articles:18.
Les articles les plus nombreux sont ceux consacrés aux relations commerciales et diplomatiques avec la Chine, suivis des articles donnant les détails généalogiques de chaque roi (parents, dates de naissance, de mort, épouses, enfants…). Quelques articles parlent également de politique intérieure ou de la construction ou de la destruction par le feu de bâtiments:30. 
Le volume d’annexes est dédié aux princes héritiers qui n’ont pas accédé au trône : Shō Kyō et Shō Bun, fils aîné et deuxième fils de Shō Hō:20.
Le volume dédié aux relations avec le domaine de Satsuma détaille ces contacts entre le règne de Shō Sei et celui de Shō Tei:30. 

### Livre de Sai On
Le livre de Sai On ajoute au texte du livre de Sai Taku des informations trouvées à propos du Royaume de Ryūkyū dans les annales de l’empire chinois.
Cette version du Chūzan Seifu comportait neuf volumes, mais elle a été complétée graduellement jusqu’en 1876 pour atteindre quatorze volumes principaux qui traitent principalement les relations de Ryūkyū avec la Chine et sept volumes d’annexes qui traitent principalement des relations de Ryūkyū avec le domaine de Satsuma et le Japon:759,,,. 
Les volumes 1 et 2 servent d’introduction, le volume 3 traite de la dynastie Tenson au roi Bunei, les volumes 4 et 5 de la première dynastie Shō, les volumes 7 à 13 de la deuxième dynastie Shō:759. 
Le livre de Sai On comportait à l’origine trois volumes d’annexes  sur les relations avec le domaine de Satsuma qui ont été révisés par Tei Heitetsu Kohagura Uēkata Yūjitsu (鄭秉哲  古波蔵親方祐實) en l’an 9 de l’ère Yongzheng (1731) ; Tei Heitetsu Kohagura Uēkata Yūjitsu est également impliqué dans la rédaction du Kyūyō et des annexes du Ryūkyū-koku kyū-ki. 

### Volumes de la version actuelle
Le livre se compose des volumes suivants :
Volumes principaux
- Introduction – Préface du Chūzan Seifu, dix régulations, noms et clans des rédacteurs, prologue au Chūzan Seifu, enregistrements des noms de lieux de Ryūkyū, arbres généalogiques
- Vol. 1 – Chronologie générale, conclusion concernant la chronologie (mythes fondateurs, liste des rois jusqu’à la première dynastie Shō)
- Vol. 2 – Chronologie des dix mille générations de Chūzan (liste des rois de la seconde dynastie Shō)
- Vol. 3 – Dynastie Tenson, roi Shunten, roi Shunbajunki, roi Gihon, roi Eisō, roi Taisei, roi Eiji, roi Tamagusuku, roi Seii, roi Satto, roi Bunei
- Vol. 4 – Roi Shō Shishō, roi Shō Hashi
- Vol. 5 – Roi Shō Chū, roi Shō Shitatsu, roi Shō Kinpuku, roi Shō Taikyū, roi Shō Toku
- Vol. 6 – Roi Shō Shoku, roi Shō En, roi Shō Sen'i, roi Shō Shin
- Vol. 7 – Roi Shō Sei, roi Shō Gen, roi Shō Ei, roi Shō Nei
- Vol. 8 – Roi Shō Hō, roi Shō Ken, roi Shō Shitsu, roi Shō Tei, roi (sic.) Shō Jun
- Vol. 9 – Roi Shō Eki, roi Shō Kei
- Vol. 10 – Roi Shō Boku, roi (sic.) Shō Tetsu, roi Shō On, roi Shō Sei
- Vol. 11 – Roi Shō Kō
- Vol. 12 – Roi Shō Iku, prince héritier Shō Shun
- Vol. 13 – Roi Shō Tai, prince héritier Shō Ten

Annexes
- Préface des annexes
- Annexe 1 – Roi Shō Sei, roi Shō Ei, roi Shō Nei, roi Shō Hō, roi Shō Ken, roi Shō Shitsu
- Annexe 2 – Roi Shō Tei
- Annexe 3 – Roi Shō Eki, roi Shō Kei
- Annexe 4 – Roi Shō Boku
- Annexe 5 – Roi Shō On, roi Shō Sei, roi Shō Kō
- Annexe 6 – Roi Shō Iku
- Annexe 7 – Roi Shō Tai

## Exemplaires conservés
Des exemplaires originaux du Chūzan Seifu (sept volumes du livre de Sai Taku et douze volumes du livre de Sai On) qui avaient été dérobés pendant la seconde guerre mondiale ont été restitués au gouvernement de Ryūkyū en 1953 avec un exemplaire du Chūzan Seikan. Ils sont conservés au musée préfectoral d'Okinawa et ont été classé biens culturels importants nationaux en 2020:759,.
Un exemplaire original est conservé par la famille Shō. Des copies sont conservées dans plusieurs établissements incluant la bibliothèque préfectorale d'Okinawa:759.
Il existe une copie par impression au bloc de bois  du livre de Sai On, compilée en 1832 par le philosophe japonais du courant Kokugaku Naoatsu Minamoto (源直温). Cette version ne comporte que les généalogies et la succession des rois de Ryūkyū. Un exemplaire est conservé à l’Université des Ryukyus. 
Le texte du livre de Sai On est publié dans la Collection des documents historiques de Ryūkyū (琉球史料叢書), volumes 4 et 5:759.